# Bank of the West
Bank of the West, ou BancWest, est un groupe bancaire américain basé à San Francisco, qui a été une filiale du groupe bancaire français BNP Paribas. Cinquième plus grand groupe bancaire ayant son siège en Californie, il exerce ses activités surtout dans l’Ouest du pays.
En décembre 2021, BNP Paribas annonce la vente de Bank of the West à la Banque de Montréal, qui acquiert la totalité de cette banque en février 2023.

## Histoire
L'histoire de Bank of the West remonte à 1874 par de la Farmers National Gold Bank. Celle-ci change de nom en 1879 pour devenir First National Bank of San Jose.
En 1970, la Banque nationale de Paris (BNP) crée la French Bank of California. Dans les années 1970, First National Bank of San Jose change son nom et devient Bank of the West. En 1979, la BNP achète Bank of the West et la fusionne avec French Bank of California.
En 1987, BancWest achète Bank of Los Gatos, puis en 1990 Central Banking Systems, en 1991, elle rachète 30 agences en Californie du Nord, en 1992 elle accquiert Atlantic Financial Federal Savings Bank à la Resolution Trust Corporation. En 1993, BancWest achète 15 succursales en Californie du Nord à Citibank.
En 1995, BancWest achète NorthBay Savings Bank. La même année, First Hawaiian créée la Pacific One Bank et détient 30 agences dans l'État du Washington, l'Oregon et l'Idaho qu'elle a acquis auprès de West One Bank. En 1997, BancWest achète des agences à Bank of America et à la Coast Federal Bank.
En 1998, BancWest et First Hawaiian, la maison mère de First Haiwaiian Bank, présente à Hawaï et de Pacific One Bank, présente dans l'Oregon, fusionnent pour l'équivalent en action de 971 millions $US, sous le nom de BancWest Bancorp. BancWest conserve les marques First Hawaiian Bank et Bank of the West, qui absorbe Pacific One Bank. Par cette fusion, BNP tombe à 45 % du capital et s’engage à ne pas augmenter sa participation dans la banque avant novembre 2001,.

En 1999, BancWest achète Sierra West Bancorp occidental pour l'équivalent en actions de 192 millions $US, ajoutant 20 agences aux 143 agences que possède BancWest. Cette opération réduit la part de BNP à 42 %.

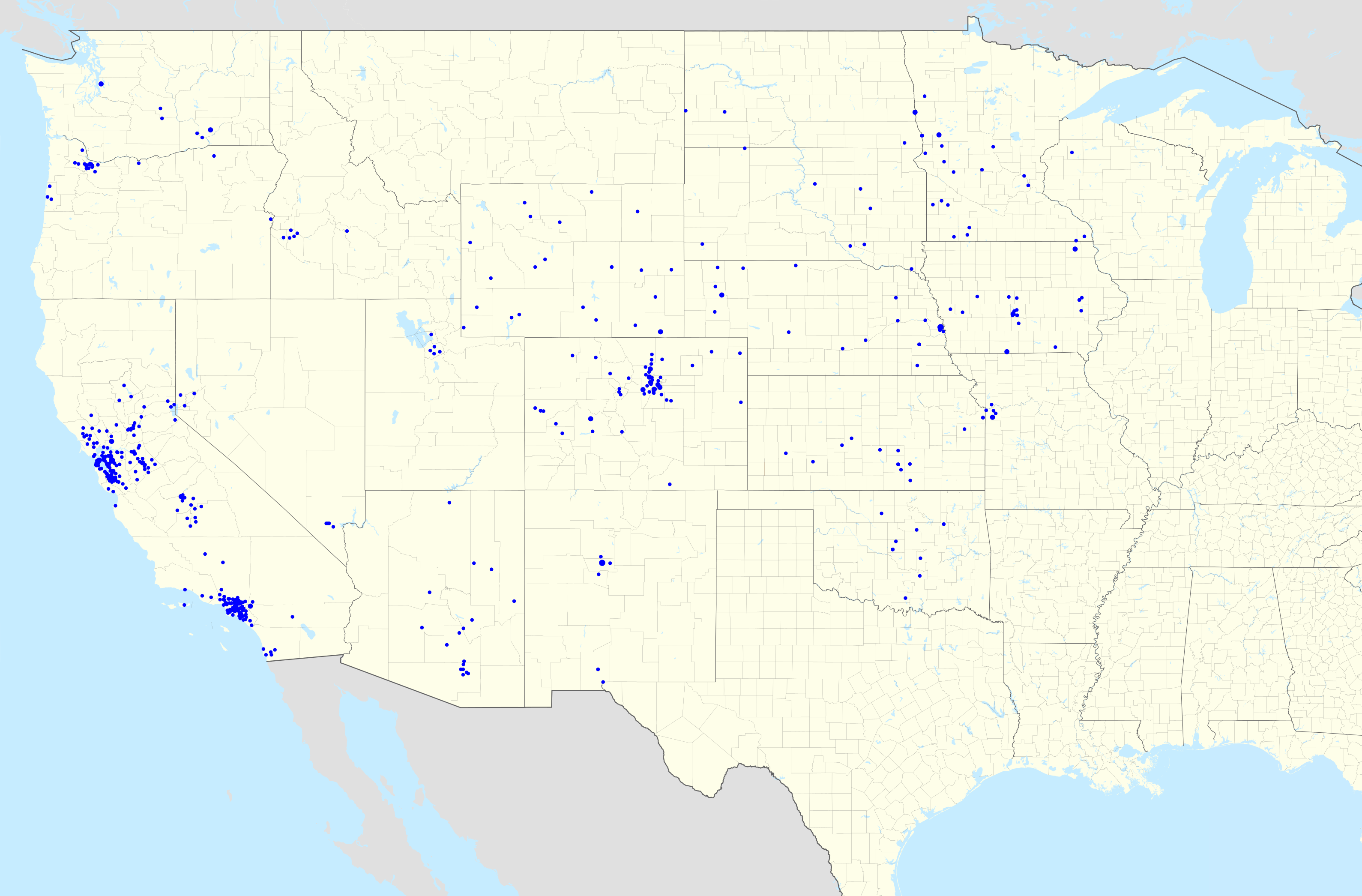
Carte des implantations locales de BancWest en 2010.

En 2001, First Security Bancorp et Wells Fargo fusionnent. Pour répondre aux exigences anti-monopoles américains, elles doivent se séparer de certaines succursales au Nouveau-Mexique au Nevada qu’elles vendent à BancWest.
En mai 2001, BancWest accepte l’offre de BNP Paribas qui acquiert les 55 % restants du capital de BancWest Bancorp qu’elle ne possède pas, pour 2,45 milliards $US. Ce faisant elle devient une filiale à 100 % de BNP Paribas,. En décembre 2001, BancWest, via sa filiale First Haiwaiian Bank, achète United California Bank auprès de UFJ Bank pour 2,4 milliards $US,.
En mars 2004, BancWest achète USDB Bancorp, maison mère de Union Safe Deposit Bank ainsi que Community First National Bank, qui possède 155 agences dans 12 États : l'Arizona, la Californie, le Colorado, l'Iowa, le Minnesota, le Nebraska, le Nouveau-Mexique, le Dakota du Nord, le Dakota du Sud, l'Utah, le Wisconsin et le Wyoming.
En 2005, BancWest achète Commercial Federal Corporation pour 1,36 milliard $US, celle-ci possède 198 agences dans 7 États, avec 2 800 employés. Après cette acquisition, BancWest possède près de 740 agences, dispose de 4,2 millions de comptes aux États-Unis et compte environ de 12 000 employés,.
Le 1er juillet 2016, BancWest devient une filiale de l'IHC BNP Paribas USA Inc.
Le 20 décembre 2021, BNP Paribas annonce la vente de la Bank of the West à la Banque de Montréal, pour un montant de 16,3 milliards de dollars,. L'opération reste sujette à l'approbation des autorités américaines de la concurrence en 2022. Le retrait de BNP Paribas sur son activité de banque de détail aux États-Unis avait déjà donné lieu à un désengagement progressif, au sein de First Hawaiian Bank, entre 2016 et 2019,. En février 2023, la totalité des avoirs de  la BankWest est effectuée par la  Banque de Montréal.

## Identité visuelle

Ancien logo.
Ancien logo.
Logo actuel.